# مارک وبر (قایقران روئینگ)
مارک وبر (آلمانی: Marc Weber؛ زادهٔ ۲۱ مارس ۱۹۷۲) قایقران روئینگ اهل آلمان است.